# Tobias Eberlin
Tobias Eberlin   (Ulm, 1591 (Julià) - Ulm, 1671) fou un organista alemany.
Era fill del gaiter de la ciutat d'Ulm, Jörg Eberlin, que venia de Memmingen. El 1605 fou ocupat com a gaiter de la ciutat imperial lliure d'Ulm. També es va convertir en l'ajudant d'organista de la ciutat d'Ulm Adam Steigleder i finalment el seu successor el 1634. En agafar el càrrec va tenir com ajudant en Sebastian Anton Scherer. El qual més endavant es convertiría amb el seu gendre, doncs la seva filla estava casada amb el músic d'Ulm. El qual després de la mort d'Eberlin el 1671, va assumir el càrrec de cantor de la catedral.